# Dragonheart
Dragonheart is een Amerikaanse fantasyfilm uit 1996 geregisseerd door Rob Cohen. Het verhaal gaat over een goedaardige draak, Draco.

## Verhaal
Hoofdpersoon van het verhaal is Bowen, een ridder die leeft volgens de oude idealen van het ridderschap. Hij is ingehuurd om prins Einon op te leiden. De koning is echter een tiran en wanneer uiteindelijk de bevolking in opstand komt, lokt de boerenbevolking de koning in een val. Tijdens het oproer wordt de koning gedood en raakt de jonge prins dodelijk gewond. De koningin roept de hulp in van de gewaardeerde draak Draco. De draak geeft, om de jonge prins te redden, de helft van zijn hart af, op voorwaarde dat hij zich zal houden aan de oude idealen. Helaas blijkt de tot koningschap verheven prins nog wreder dan zijn vader. Ridder Bowen concludeert dat Draco de prins met de helft van zijn hart heeft gecorrumpeerd. Hij gaat op zoek naar Draco en doodt alle draken die hij in zijn zoektocht tegenkomt.
Als hij Draco uiteindelijk tegenkomt, weet hij nog niet dat tegenover zijn aartsvijand staat. Na een hevig, maar onbeslist gevecht sluiten ze een 'wapenstilstand'. Terwijl ze samen verder optrekken, leert Bowen de draak beter kennen. Uiteindelijk gaan ze samen de strijd tegen Einon aan...

## Rolverdeling
| Acteur             | Personage                        |
| ------------------ | -------------------------------- |
| Dennis Quaid       | Bowen                            |
| David Thewlis      | Koning Einon                     |
| Lee Oakes          | Jonge Einon                      |
| Julie Christie     | Koningin Aislinn                 |
| Pete Postlethwaite | Gilbert of Glockenspur           |
| Dina Meyer         | Kara                             |
| Sandra Kovacicova  | Jonge Kara                       |
| Sean Connery       | Stem van Draco                   |
| Jason Isaacs       | Heer Felton                      |
| Brian Thompson     | Brok                             |
| Wolf Christian     | Hewe                             |
| Eva Vejmelková     | Feltons brutale meid             |
| Peter Hric         | Koning Freyne                    |
| John Gielgud       | Koning Arthur (stem) (onvermeld) |

## Trivia
- Draco was het eerste personage dat volledig met 3D computeranimatie gemaakt werd.
- Bowen wordt expliciet geportretteerd als een ridder die leeft in de traditie van koning Arthur.

## Vervolgfilms
- Dragonheart: A New Beginning (2000)
- Dragonheart 3: The Sorcerer's Curse (2015)
- Dragonheart: Battle for the Heartfire (2017)
- Dragonheart: Vengeance (2020)